# Slow Train
Slow Train – piosenka skomponowana przez Boba Dylana, nagrana przez niego w maju 1979 r., wydana na albumie Slow Train Coming w sierpniu 1979 r. i na singlu w styczniu 1980 r. 

## Historia i charakter utworu
Utwór ten został nagrany w Muscle Shoals Sound Studio w Sheffield w Alabamie 3 maja 1979 r. Była to czwarta sesja nagraniowa tego albumu. Producentem sesji byli Jerry Wexler i Barry Beckett.
Piosenka ta przepełniona jest odczuciem katastrofy. Przeczucie katastrofy osobistej wyłania się z narracji piosenki, gdy dziewczyna, z którą  narrator jest w związku przepowiada mu, że znajdzie się w statystyce wypadków. Jednak Dylan widzi nachodząca katastrofę na wielkim planie i dlatego ten utwór wydaje się być nawet pieśnią protestu (chociaż nią nie jest), gdyż narrator dokonuje diagnozy Babilonu, którego mury niedługo runą. Wskazuje także przyczyny, typowe zresztą dla Dylana: niesprawiedliwość, hipokryzję i chciwość.
Dylan po raz pierwszy symbolu „slow train” użył na albumie Highway 61 Revisited z 1965 r. w tekście umieszczonym na jego okładce. Na albumie Slow Train Coming jest on symbolem zjadliwego ataku na duchowy stan w jakim znajduje się USA. Pociąg jest tu także symbolem zbawienia, co Dylan powtarza za swoim mentorem Woodym Guthrie, który użył go w tytule swojej autobiografii Bound for Glory, a został wyciągnięty z tekstu piosenki „This Train” - „this train is bound for glory, this train”. Taką samą funkcję pełni pociąg w utworze Curtisa Mayfielda „People Get Ready”. W kulturze amerykańskiej takich piosenek jest sporo i Dylan był z nimi dobrze zaznajomiony.
Dylan po raz pierwszy wykonał utwór w telewizyjnym programie Saturday Night Live 20 października 1979 r. 10 dni później rozpoczął swoje gospelowe koncerty, na których ten utwór stanowił punkt centralny. W 1987 r. wykonywał go także podczas wspólnych koncertów z grupą Grateful Dead.
Gdy w 1995 r. dziennikarz John Dolen spytał Dylana, czy wciąż widzi „slow train coming”, artysta odparł, iż obecnie pędzi on jak ekspres.

## Muzycy
Sesja 4
- Bob Dylan - gitara, wokal
- Mark Knopfler - gitara
- Tim Drummond - gitara basowa
- Barry Beckett - keyboards; organy
- Harrison Calloway Jr. - trąbka
- Ronnie Eades - saksofon barytonowy
- Harvey Thompson - saksofon tenorowy
- Charlie Rose - puzon
- Lloyd Barry - trąbka
- Pick Withers - perkusja
- Carolyn Dennis, Helena Springs, Regina Havis - chórki

## Dyskografia
Singel
- „Slow Train"/"Do Right to Me, Baby (Do unto Others)” styczeń (1980)

Albumy
- Slow Train Coming (1979)
- Live 1961–2000: Thirty-Nine Years of Great Concert Performances (2001)
- Bob Dylan/Grateful Dead - Dylan & The Dead (1989)

## Listy przebojów
- Singiel nie wszedł na listę przebojów.